# О начале человеческой истории
«О начале человеческой истории (проблемы палеопсихологии)» — философско-естественнонаучный трактат советского историка Бориса Фёдоровича Поршнева, посвящённый проблемам антропогенеза. Первоначальный замысел книги о человеческой праистории относился к 1924 году, хотя непосредственно к теме возникновения Homo sapiens Б. Поршнев обратился в 1950-е годы в связи с интересом к троглодитидам и проблеме «снежного человека». После 1968 года работа исследователя была целиком посвящена написанию и публикации «О начале человеческой истории», которую он считал главным исследовательским трудом в своей жизни.
Книга содержит сложное междисциплинарное исследование на стыке физической антропологии, эволюционной психологии, социологии, философии истории и ряда других дисциплин. Вынесенное в заглавие «начало» в понимании автора являлось ключевым применительно ко всему комплексу наук о человеческом обществе и человеке в обществе, создавая исследовательскую программу. Для Б. Поршнева существовало принципиальное отличие человека от всех остальных животных («эволюционный разрыв»), различие коренится в творчестве, которое отсутствует у любого животного даже в зачаточной форме. В книге «О начале человеческой истории» автор специально анализировал проблемы, которые, по его мнению, большинство исследователей даже не считало нужным рассматривать:
- появление неоантропа и быстро нарастающий разрыв между динамикой «сообщества неоантропов» и темпами изменения природной среды;
- выделение неоантропов из среды палеоантропов вследствие особых отношений с природной средой, прежде всего, с окружающим животным миром;
- объяснение антропогенеза с точки зрения физиологии высшей нервной деятельности и психологии.

Рассматривая переход от животного к человеку, Б. Поршнев поставил в центр своего анализа модель отношений «особь — особь», а не «особь — среда». Предпосылки особого механизма воздействия особей друг на друга заложены в физиологии животных. Автор реконструировал этот механизм вплоть до этапа возникновения человеческой речевой коммуникации, через которую рассматривал человеческую психику, социальность и способность к творчеству. Человеческий труд берёт начало в деятельности троглодитид третичного периода, главной экологической чертой которых было трупоядение и падальщичество. Освоение огня произошло случайно в ходе обработки каменных орудий, необходимых для разбивания толстых костей и извлечения головного и костного мозга — основной добычи троглодитов. Дальнейшее развитие привело к адельфофагии — охоте на представителей собственного вида. В ходе расхождения экологии и этологии палеоантропов произошло расщепление самого вида палеоантропов на два подвида. Так возник Homo sapiens — экологическая противоположность Homo neanderthalensis.
К 1972 году рукопись монографии была подготовлена к печати, но вызвала резкие возражения редакции, в первую очередь — из-за ревизии марксистских взглядов на антропогенез. Типографский набор был рассыпан; по одной из версий, это стало причиной смерти Б. Ф. Поршнева. Рукопись удалось опубликовать в 1974 году в московском издательстве «Мысль» в урезанном виде (по требованию редакции были элиминированы главы, посвящённые трупоядению, освоению огня и формированию человека разумного в среде неандертальцев). С этого издания были осуществлены переводы на словацкий и болгарский языки. В 1990-х годах началась работа по восстановлению авторского текста по рукописям, хранившимся в Российской государственной библиотеке. В восстановленном виде монография публиковалась разными издательствами в 2006, 2007, 2013 и 2017 годах.
Гипотеза антропогенеза Б. Ф. Поршнева подверглась критике со стороны отдельных биологов, психологов и лингвистов. Она не является общепризнанной, Поршнева упрекают в том, что он пользовался неполной фактической информацией: в начале XXI века можно считать доказанным, что неандерталец не был прямым биологическим предком современного человека. Концепция суггестии Поршнева (как, впрочем, и аналогичные подходы западных учёных) является, по мнению современного специалиста по первобытной культуре П. Куценкова, умозрительной в отсутствие фактических данных, которые вряд ли возможны в исследовании психологии первобытного человека. Вместе в тем, по оценке современного историка советской общественной мысли Г. Тиханова, философия истории Б. Поршнева являлась наиболее сложной и оригинальной концепцией в советском гуманитарном знании второй половины XX века. По мнению Г. Тиханова, Поршнев, объединив в своей книге историю и психологию, сумел историзировать основание истории — человека, который ранее в советской историографии рассматривался как неизменный.

## Основные положения

Б. Ф. Поршнев с регалией почётного доктора Клермон-Ферранского университета. Фото 1960 года

Монография Б. Ф. Поршнева построена как «анфилада глав», во вступлении которой автор характеризовал замысел своего труда и его место в собственном творчестве. Учёный обращал внимание на проблему нахождения «начала» человека и человеческой истории, поскольку неясно, что именно понимается под «началом» в общефилософском смысле. В отличие от подходов, анализирующих переход от животного к человеку в модели «особь—среда», Б. Поршнев поставил в центр своего исследования модель «особь—особь». Главное место в книге заняло исследование трансформации животного в человека с точки зрения психологии и физиологии высшей нервной деятельности, опирающееся на переосмысление данных и выводов, полученных российскими и зарубежными учёными, принадлежащими к школам И. Павлова (теория второй сигнальной системы) и А. Ухтомского (учение о доминанте), Л. Выготского (модель развития сознания ребёнка) и А. Валлона. Б. Поршнев также использовал идеи семантической палеонтологии Н. Я. Марра.
Подробное рассмотрение вопроса об антропогенезе в контексте складывания эволюционной теории служит отправной точкой для рассуждений. Исследователь прежде всего исходил из того, что человек не мог постепенно возникнуть непосредственно в природной среде — слишком велика разница между животным и человеком разумным. Поршнев утверждал наличие «декартовой пропасти», разрыва между гоминидами и Homo sapiens; такой подход противостоял эволюционистским взглядам, согласно которым переход от животного к человеку проходил постепенно. Главной задачей автора было объяснение процесса возникновения человека и разрешение фундаментальной антиномии: несводимости социального к биологическому и, одновременно, того факта, что истоки социального находятся только в биологическом. Область своего исследования Поршнев назвал «палеопсихологией».

### Эволюция палеоантропов
Б. Ф. Поршнев, являясь последовательным марксистом, признавал научную правоту теории возникновения человека Ф. Энгельса и сосредоточился на вопросе, почему разделение функций передних и задних конечностей и функций человеческой деятельности вообще могло иметь столь значительные последствия. Ответом является исследование троглодитид, или древних гоминид, — высших прямостоящих приматов, которые определяются как «уже не животные, но ещё не люди, то есть антиживотные и антилюди одновременно». Особенность положения троглодитид по отношению к человеку подчёркивается тем, что все живущие на Земле человеческие расы происходят не от разных высших обезьян и не являются различными видами Homo sapiens. По мнению Б. Поршнева, существование троглодитид значительно сокращает во времени историю вида Homo sapiens, которая начинается не позднее, чем за 40 000 лет до нашей эры.
Введя семейство троглодитид, Поршнев полностью исключил из числа гоминид австралопитеков, архантропов (человек прямоходящий) и палеоантропов (неандерталец). Ко вполне сложившимся людям он не относил даже кроманьонцев — неоантропов позднего палеолита. По мнению Б. Поршнева, особо крупные размеры головного мозга палеоантропов не доказывают их принадлежности к людям, а напротив, привели его к выводу о ничтожной роли возрастания массы мозга в процессе антропогенеза.
В книге рассказывается, как качественные отличия троглодитид как вида проявляются прежде всего в гиперсуггестивности (сверхвнушаемости), отсутствующей и у животных, и у человека. Научившись подражать звукам разных животных, троглодиты управляли их поведением; произошло это в ходе вступления приматов в сложные симбиотические отношения с хищниками — кошачьими и гиеновыми, которые часто убивают больше травоядных животных, чем требуется для пропитания. Гиперсуггестивность позволила небольшим сообществам троглодитид удовлетворять естественные потребности — прежде всего в белковой пище. Первоначальные орудия труда, обнаруженные в палеолитических отложениях, по Поршневу, свидетельствуют о том, что они являлись продуктом сложного инстинкта, и предназначались для разделки туш павших или зарезанных хищниками животных, то есть заменяли слабо развитые у гоминид зубы и когти. Питались троглодитиды преимущественно не мясом, а головным и костным мозгом; в утилизации этих продуктов у них не было конкурентов в тогдашнем животном мире. Возникшее позднее охотничье оружие предназначалось для охоты на представителей своего собственного вида — адельфофагии. Освоение огня произошло стихийно, в процессе обработки каменных орудий на растительной подстилке жилья, которая имеется у всех приматов, то есть раннему человеку пришлось «учиться» гасить огонь и впоследствии утилизировать его проявления. Ключевую роль в этих процессах сыграло отсутствие страха и чувства индивидуального, что было важно для видового самосохранения, позволило не зависеть от климатических условий и расселяться по планете.
Сверхпотребность к подражанию образовала социальную и биологическую основы возникновения речи, поскольку смещение сигналов привело к тому, что они стали, по крайней мере, удвоенными по отношению друг к другу — сделались сигналами сигналов. Появились две непосредственно сопряжённые и не вполне адекватные друг другу сигнальные системы, связанные с различными анализаторами. Видимые действия других особей, а также звуки извне, доминировали среди всех сигналов. Сигналы сигналов, или знаки сигналов, придают с этого момента статус жестов обычным совместным действиям, в том числе совместно слышимым и произносимым звукам. Так возникла знаковая, но ещё не символическая праречь в её непосредственной, не отвлечённой ещё от ситуации совместной деятельности форме.
Формирующаяся речь приобрела новую функцию — интердиктивную, то есть тормозную в своей основе, запретительную по своему смыслу, тесно связанную с понятием приказа. Интердикция появилась в конце третичного периода, когда человеческому предку, обладающему сильно развитым имитативным рефлексом, в силу меняющейся экологической среды всё чаще приходилось скапливаться во всё более многочисленные и случайные по составу группы, где такой рефлекс не просто становился опасным — его неодолимая сила уже грозила «биологической катастрофой». Имитация играла в становлении интердикции двоякую роль. С одной стороны, развитый имитативный рефлекс предоставляет канал для передачи самого интердиктивного сигнала. С другой, этот же развитый имитативный рефлекс превращает интердиктивное сигнальное воздействие в необходимое условие выживания данного вида. Процесс взаимодействия объективно был направлен против гиперсуггестивности. Средством, противостоящим внушаемости, стала способность ей сопротивляться с помощью предельно возможного и запредельного охранительного торможения, возникающего в остром противостоянии подобных друг другу сообществ предков человека. Такое взаимодействие проявилось тогда, когда экстенсивное развитие вширь, расселение стало себя исчерпывать: свободных территорий для изолированного поселения обладающих гиперсуггестивностью сообществ более не оставалось.

### Неоантропы. Становление речи-мышления
Согласно теории Поршнева, в этот период взаимодействие сообществ гоминидов выразилось во взаимном ослаблении их видового качества гиперсуггестивности действиями, жестами, звуками — средствами, обеспечивающими защиту от внушающего воздействия извне. Появление речи было связано с механизмами воздействия индивидов друг на друга, а не с взаимодействием с природой; речь являлась средством и выражением формирующихся социальных отношений. Таким образом, речь возникла одновременно с появлением социального, будучи оборотной стороной процесса возникновения человеческого общества.
Только на этой стадии речь впервые приобрела своё значение. Отрицающая ситуацию речь отделилась от самой ситуации и стала, следовательно, переносимой в принципе из одной ситуации в другую. Так внутри сообщества гоминид возник человек с его символической смысловой речью и относительно невысокой внушаемостью, позволяющей, правда, достаточно интенсивно подражать другим (взрослым) до тех пор, пока не разовьются индивидуальные познавательные способности. Анализируя возникновение речи, Б. Поршнев обращал особое внимание на нарушения речевой деятельности — афазии, которые, с его точки зрения, являются функциональными системами, характерными для раннего этапа развития Homo sapiens. Изучение афазий, по мнению Поршнева, позволяло исследовать эволюцию второй сигнальной системы. Первой фазой развития мышления была простая реакция на человеческие взаимодействия, причём на данном этапе мышление никак не «отражало» материальный мир.
Второсигнальное взаимодействие людей по Поршневу складывается из двух главных уровней и в свою очередь делится на первичную фазу — интердиктивную — и вторичную — суггестивную. Раскрывая действие механизма суггестии, он по существу присоединяется к концепции социального происхождения высших психологических функций человека, развитой Л. С. Выготским применительно к психическому развитию ребёнка. Согласно Выготскому, все высшие психические функции суть интериоризованные социальные отношения. По мнению Б. Ф. Поршнева, человек в процессе суггестии (внушения) интериоризирует свои реальные отношения с другими индивидами, выступая как бы другим для себя самого, контролирующим, регулирующим и изменяющим благодаря этому собственную деятельность. Этот процесс, согласно автору, уже не может осуществляться в действиях с предметами, он протекает как речевое действие во внутреннем плане. Механизм «обращения к себе» оказывается элементарной ячейкой речи-мышления. Диспластия — элементарное противоречие мышления — анализировалась автором как выражение исходных для человека социальных отношений «мы — они».

### Взаимодействие палео- и неоантропов

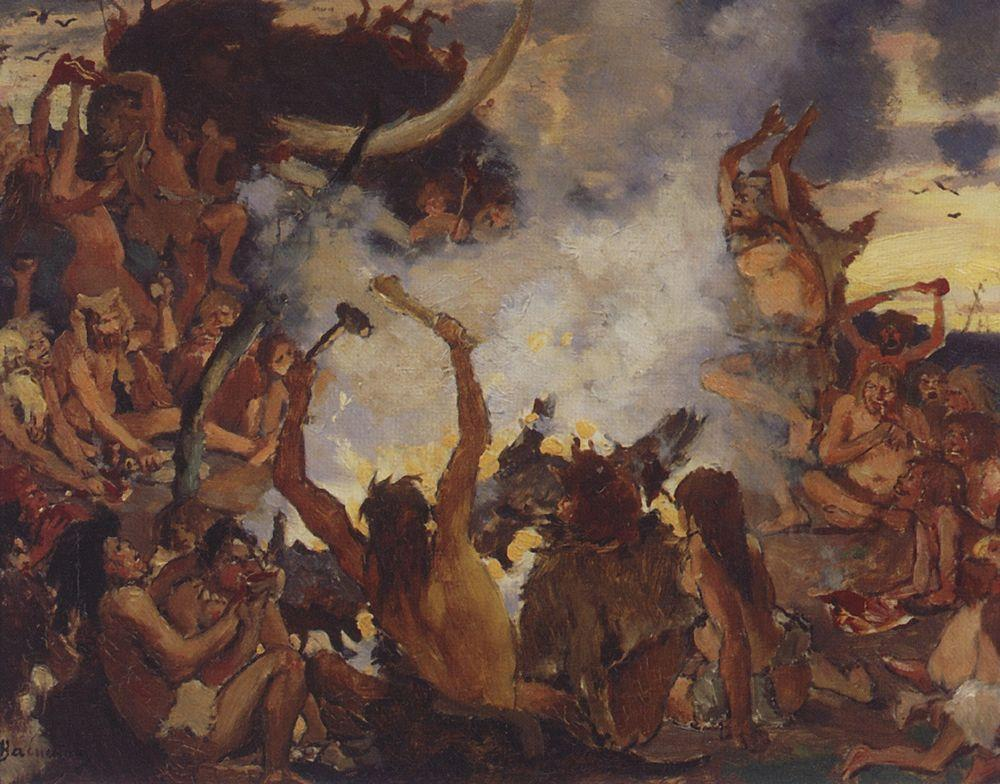
В. Васнецов. Каменный век. Пиршество. Эскиз росписи, 1883. Государственная Третьяковская галерея

В книге развивается гипотеза о том, как дальнейшее взаимодействие вновь возникшего древнего человека и троглодитид в единой среде привело к усилению механизмов торможения и запрета — человек разумный и неандертальцы совместно существовали в рамках одного сообщества, причём особи первого вида служили основной пищей троглодитов. Впоследствии это привело к закреплению в человеческой культуре жертвоприношений и обрядов инициации, имитирующих смерть.
Б. Ф. Поршнев объяснил гендерные отношения в среде неоантропов, в частности промискуитет, необходимостью кормить палеоантропов частью собственной популяции. Согласно его теории, самки-производительницы рожали многочисленное потомство, но значительная его часть — предположительно, мужского пола — умерщвлялась в пищу для палеоантропов. Уцелевшие мужские особи превращались в изолированные популяции «кормильцев», которые «выкупали» потомство своего вида охотничьей добычей. Различия в биологической ценности, которую представляли для отношений с палеоантропами мужские и женские особи неоантропов, на фоне развитого «искусственным» отбором инстинкта убивать обусловили появление чисто «мужского дела» — войны. Войны велись только между сообществами неоантропов, в отношении палеоантропов действовал строжайший запрет.
На основе собственных исследований в области экологии ближайших предков человека Б. Поршнев выдвинул гипотезу «тасующегося стада». В силу почти предельных требований к мобильности охотников произошёл отрыв самок и молодняка от взрослых самцов, причём не сезонно, а без возможности вновь соединиться. К самкам с молодняком периодически, по мере миграции присоединялись другие самцы. В отличие от поведения гиббонов и павианов, имеющих «семейные группы», неоантропы вообще не имели стойкого семейного ядра, примыкая периодически к разным группам самок в ходе пространственных перемещений.
С этим обстоятельством тесно связано появление запретов (интердикций). Б. Поршнев отметил, что все запреты в любой человеческой культуре сопряжены с исключениями. Происхождение специфической формулы культурных запретов — запретов через исключение — лежит в физиологической природе суггестии. Возникнув в качестве инструмента торможения всего, кроме чего-то одного, суггестия породила два различных социальных феномена: слово человеческой речи и культурную норму. Исследователь, проанализировав наиболее древние культурные запреты, выделил три важнейшие их группы.

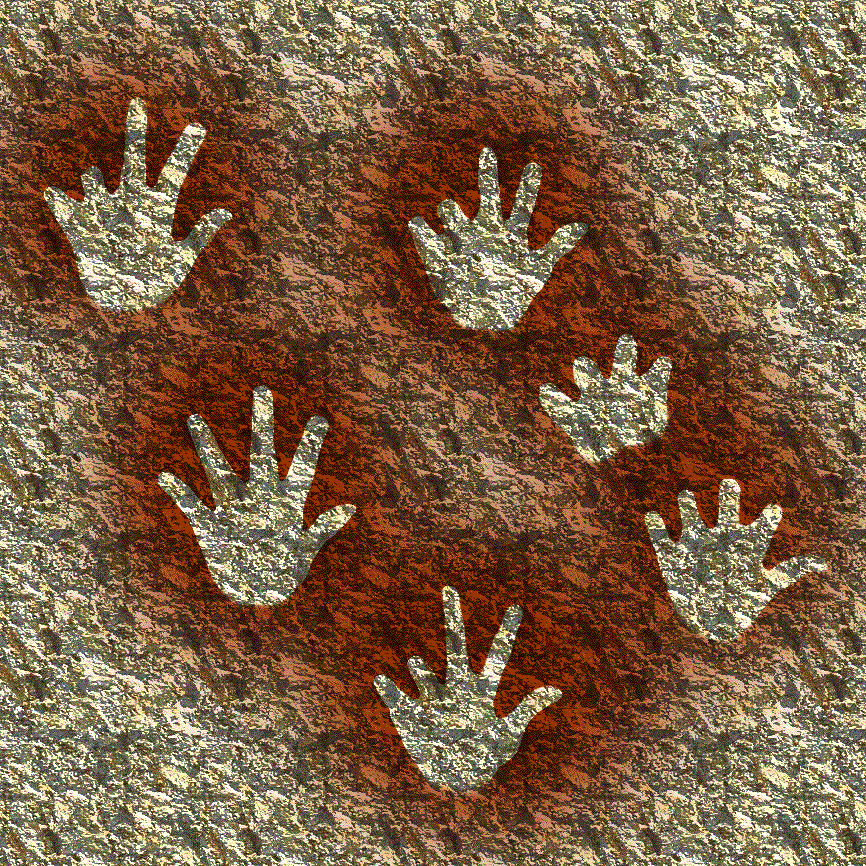
Негативные отпечатки человеческих ладоней в пещере Гаргас. Предположительно, граветтская культура, около 27 000 лет назад (Верхние Пиренеи, Франция)

1. Запрет на убийство себе подобных. С точки зрения теории Поршнева, это — ограничение сформированной в ходе дивергенции палео- и неоантропов фундаментальной биологической особенности человека. В рамках этого запрета, по-видимому, первичным было запрещение съедать человека, убитого рукой человека, а не погибшего от других, в том числе естественных причин. С мёртвых неприкасаемость распространилась и на живых. По мнению Поршнева, если в рамках ритуала живой человек был обмазан охрой и снабжён украшениями, он считался неприкасаемым. На следующем этапе развития право убивать человека ограничивается применением дистантного, но не контактного оружия. Этим объясняются строжайшие правила войны в первобытном обществе, и убитый по правилам человек уже мог быть съеден.
2. Запрет брать и трогать определённые предметы или производить с ними некоторые действия. Это доказывается на материале палеолитического искусства, причём Б. Поршнев заявил, что некогда был прав Н. Я. Марр, считавший, что пещерная живопись была предшественницей письменности, а не изобразительного искусства[29]. Однако, по Поршневу, изображения предшествовали мышлению, которое может иметь только речевую форму. Первые формы искусства, например, прочерченные линии и отпечатки ладоней, являются зримыми следами контрсуггестии[Прим 3].
3. Половые запреты. Наиболее древним из них является запрет на половое общение матерей и сыновей, запрет на связи братьев и сестёр[англ.], который возник позже. Чрезвычайно важно то, что эти запреты означали преимущественные права пришельцев-мужчин, что было неизбежно в «тасующемся стаде». В дальнейшем сложившийся конфликт между чужаками и младшими, выросшими на месте, разрешился путём обособления последних в особую общественную группу со сложными барьерами и возникновением экзогамии.

По Поршневу, ранние религиозные представления о «хороших» и «плохих» божествах зарождались также в эпоху дивергенции — отбора неоантропов в среде палеоантропов. Образы божеств (протобожеств) и различных разновидностей «нечистой силы» являются отражением палеоантропа, с которым на протяжении длительного времени приходилось взаимодействовать человеку разумному, а также отражением конкретных особенностей этого взаимодействия. Чем более древними являются эти образы, тем больше в них буквальных физических черт и особенностей поведения реального «живого» палеоантропа.

### Длительное сосуществование палео- и неоантропов
Дивергенция неоантропов привела к чрезвычайно быстрому заселению всего земного шара, поскольку люди разумные стремились бежать либо от палеоантропов, потреблявших их в пищу, или от популяций неоантропов, которые вступили в симбиотические отношения с неандертальцами. Б. Поршнев считал причиной широкого расселения первых неоантропов по земному шару неспособность сосуществовать друг с другом, а не поиски лучших жизненных условий. По мере продвижения людей в самые отдалённые уголки Земли — вплоть до Америки и Австралии — началось наслаивание популяций друг на друга и возвращение неоантропов в уже обжитые территории. По мнению исследователя, среди людей продолжала действовать дивергенция, одним из механизмов которой была эндогамия. Существующая сеть рас и этносов — продолжение дивергенции, получившей новую функцию.

Многое в древнейшей истории человечества получит дополнительное освещение, если помнить, что люди развивались в противопоставлении себя живущим где-то на близкой или дальней периферии анти-людям — «нелюдям», «нежити». Это противоположение всё более осознавалось. Оно было оборотной стороной самосознания этнических групп.

Представляется вероятным, что расообразование, по крайней мере, образование первичных больших рас и их ранних подразделений — факт, относящийся к искусственному обособлению. А именно, из исходной формы неоантропов, расово ещё полиморфной, то есть содержавшей вместе, в смешении признаки позднейших рас, активным отбором расщепились монголоиды, европеоиды и негроиды, усматривавшие друг в друге некую причастность к анти-людям. Они устраняли путём искусственного отбора часть нежелательного в этом отношении потомства и пресекали скрещивание (вместе с всяким общением) с представителями формирующейся «противоположной» расы. Они особенно энергично отселялись друг от друга как можно дальше. Если это так, в этом случае дело идёт не о прямых контактах или антагонизмах с реликтовыми палеоантропами, но о воспроизведении этого отношения уже в мире самих людей.

«Троглодит», мечущий камень. Карфагенское блюдо VII века до н. э.

По Поршневу, пережившие свой расцвет палеоантропы не исчезли полностью, о чём свидетельствуют не только данные мифологии, но и исторические источники. Он считал, что существовало большое число археологических находок, которые показывали, что неандерталоидные существа со своей каменной индустрией существовали на одних стоянках с кроманьонцами. Некоторое число палеоантропов сохранилось вплоть до неолита и бронзового века. Б. Поршнев считал, что сведения, приводимые у античных авторов (Геродот, Плутарх, Помпоний Мела, Плиний Старший) о редких встречах с «сатирами» и «фавнами» отражали факт существования палеоантропов на окраинах тогдашнего мира.
Особое внимание уделял Б. Поршнев представлениям зороастризма, которые рассматривал как пример источника, отражавшего память о древнейшем взаимодействии палео- и неоантропов. Он предлагал воспринимать буквально содержащиеся в Авесте сведения о дэвах, которые рассматривались зороастрийцами как живые существа. Возможно, что ещё к VI—V векам до н. э. осуществлялся постоянный контакт с реликтовыми палеоантропами-дэвами с помощью умерщвления для них огромных масс скота и приручения их «колдунами» (шаманами). Зороастрийский обычай оставлять тело покойного на растерзание птицами и зверями также связывается с древнейшими временами, в том числе и как средство подкармливания «своих» палеоантропов.
К последним представителям реликтовых палеоантропов Б. Поршнев относил существа, которые описывали естествоиспытатели XVII—XVIII веков, в том числе Николас Тульп. Карл Линней в первом издании своей «Системы природы» (1735, Лейден) также предусмотрел место для Homo troglodytes, которого описывал по сообщениям голландских натуралистов.

## Возникновение и разработка теории
К моменту написания книги «О начале человеческой истории» Б. Ф. Поршнев имел международное признание как специалист по французской истории XVII века; в СССР многие из коллег, напротив, считали его догматичным последователем марксизма-ленинизма или даже высмеивали страсть учёного к поиску снежного человека. Сам Б. Поршнев, характеризуя свои исследовательские интересы, писал:

Многие годы я слышу кастовые упрёки: зачем занимаюсь этим кругом вопросов, если моя прямая специальность — история Европы XVII—XVIII веков. Пользуюсь случаем исправить недоразумение: наука о начале человеческой истории — и, в первую очередь, палеопсихология — является моей основной специальностью.
Если в дополнение к ней я в жизни немало занимался историей, а также и философией, и социологией, и политической экономией — это ничуть не дискредитирует меня в указанной главной области моих исследований. Но вопросы доистории встают передо мной в тех аспектах, в каких не изучают их мои коллеги смежных специальностей.

### 1930—1950-е годы
В опубликованном предисловии к своей книге, Б. Поршнев датировал первичный замысел труда «серединой 1920-х годов» и писал, что его целью было создание трилогии о человеческой праистории, в которой «О начале…» заняло бы среднее место. В рукописном варианте предисловия указана более точная дата — 1924 год. Однако по результатам исследования архива мыслителя и его научного дневника выясняется, что план работы в том виде, в каком он был представлен публике, относится к периоду не ранее середины 1960-х годов, когда у Поршнева уже было более десяти публикаций о древнем человеке, экологии его образа жизни и др.
Из неопубликованных рукописей 1930-х годов, однако, ясно, что общие контуры концепции сложились у Поршнева уже тогда. Это касается, прежде всего, определения «первобытного» как чуждого одновременно и инстинктивному поведению животных, так и сознательной человеческой деятельности. В «О начале…» это было описано как метод двух инверсий — сначала животная натура привела к состоянию, при котором люди стали делать свою историю, после чего первобытные черты перевернули исходное состояние. Однако достоянием гласности свою концепцию Б. Ф. Поршнев сделал только в 1956 году, прочитав доклад «Некоторые проблемы предыстории второй сигнальной системы» в Институте антропологии МГУ, который так и не был опубликован. Судя по стенограмме, это уже было не первое его выступление перед антропологами. По словам О. Вите, в этом тексте представлены все важнейшие моменты поршневской теории антропогенеза, опирающейся на достижения физиологии высшей нервной деятельности и психологии. Стимулом к изысканиям в этом направлении, по-видимому, послужило издание в 1952 году в Берне многотомной «Historia mundi. Ein Handbuch der Weltgeschichte», рецензию на которую писал Б. Поршнев (вместе с В. Струве). Одновременно он же состоял в авторском коллективе советской «Всемирной истории», первый том которой готовился к печати в 1955 году. В своих публикациях в журналах «Коммунист» и «Вопросы философии» Борис Фёдорович противопоставлял концепции европейской «Всемирной истории» и собственный подход, основанный на теориях Ф. Энгельса.

### 1955—1969 годы

Неандертальский ребёнок из грота Тешик-Таш (Узбекистан). Реплика скульптурной реконструкции М. Герасимова 1939 года (Биологический музей им. К. А. Тимирязева, Москва)

В 1955 году Поршнев закончил исследование об источниках питания ископаемых палеоантропов, обитавших в пещере Тешик-Таш в Узбекистане. Согласно Поршневу, тешик-ташский палеоантроп не охотился на них, а лишь подбирал за барсом ту часть убитых им горных козлов, которую тот не съедал. Эта работа привела Бориса Фёдоровича к исследованию «снежного человека», который заинтересовал его по той причине, что опубликованные в 1957 году сообщения о реликтовых гоминоидах были привязаны к региону, где в изобилии водятся горные козлы. Это было фундаментом для предположения, что за совершенно случайным и неудачным названием «снежный человек» кроется реальный зоологический феномен — дожившие до современной эпохи реликтовые палеоантропы, неандертальцы. Попытка создать «Комиссию по изучению вопроса о снежном человеке» при Президиуме АН СССР в 1958 году закончилась неудачей и создала напряжённые отношения между учёным и советскими антропологами.
В 1961 году Б. Поршнев выступил с докладом «Состояние пограничных проблем биологических и общественно-исторических наук»; журнальная версия вышла в «Вопросах философии» в 1962 году. В своём докладе Поршнев обращал внимание на два обстоятельства: во-первых, отсутствие интереса специалистов по биологическим и психологическим наукам к «филогенетическим» аспектам своих дисциплин; во-вторых — на организационную разобщённость научных учреждений, в исследованиях которых затрагиваются вопросы антропогенеза.
В 1964 году, на VII Международном конгрессе антропологических и этнографических наук в Москве, Поршнев сделал доклад «Принципы социально-этнической психологии», где сформулировал центральное понятие своей социально-психологической парадигмы. В том же году он опубликовал брошюру «От высших животных — к человеку», в которой прямо писал о дивергенции палеоантропов и неоантропов. Она послужила основной зарождения универсальной оппозиции «мы — они».
В 1966 году Поршнев опубликовал книгу «Социальная психология и история» — развёрнутое изложение основ его социально-психологической концепции. Там же упоминалось о происхождении социальных отношений из отношений людей к окружавшим их троглодитам. Для автора книга была незавершённой концептуально, поэтому он обратился в редколлегию серии научно-популярных изданий АН СССР. Весной 1969 года было получено разрешение на увеличение объёма книги до 16 авторских листов. Была написана новая глава «Простейшее социально-психологическое явление и его осложнение в ходе истории», но она вышла как самостоятельное исследование и, как выяснилось позднее, — оказалась наброском новой книги. Переиздание «Социальной психологии» 1979 года не содержало сделанных позднее дополнений.
В 1967—1968 годах Б. Поршнев выступал с докладами в Московском обществе психологов и на VIII Международном конгрессе антропологических и этнографических наук в Токио с материалами, представленными в статье «Антропогенетические аспекты физиологии высшей нервной деятельности и психологии». Это была единственная опубликованная работа Поршнева в области начала человеческой истории, которую он сам признавал обобщающей. Данная работа показывает, что именно в этот период окончательно оформилось понимание Поршневым начала истории как физиолого-психологического и социально-психологического процесса, а также окончательно оформилась трилогия «Критика человеческой истории». О. Вите так резюмирует изменения во взглядах Поршнева в 1967—1968 годах: открытие суггестивного (повелительного) этапа в процессе появления речи-мышления позволило разделить процесс на две фазы. На первой стадии интердикция трансформируется в суггестию (первая инверсия); данному явлению посвящена работа «О начале человеческой истории». На втором этапе суггестия превращается в контрсуггестию, механизмы сопротивления суггестии (вторая инверсия); этот этап должен был быть описан в третьей книге задуманной трилогии.
«Первичный эскиз» большой книги — под тем же названием «О начале человеческой истории» — Борис Фёдорович опубликовал в 1969 году в виде 31-страничной статьи-доклада в сборнике «Философские проблемы исторической науки». Этот текст, однако, в первую очередь касался первой части задуманной трилогии; опубликованная позднее книга предполагалась как срединная её часть. Именно в статье 1969 года (по материалам выступления на семинаре по вопросам философии естествознания Института философии АН СССР) Поршнев открытым текстом произвёл ревизию господствовавших в советской науке взглядов Ф. Энгельса. Исследователь нашёл у классика марксизма следующую логическую ошибку — смешение труда, который предшествовал появлению человека, с трудом, который присущ исключительно человеку и возник вместе с появлением человека. Такая ошибка лишала формулу «труд создал человека» всякого смысла. К началу 1969 года была написана важная глава, посвящённая суггестии (опубликована в 1971 году под названием «Контрсуггестия и история» в сборнике «История и психология»). В данном тексте содержалась одна из центральных идей будущей книги: рассмотрение суггестии как базовой «ячейки» психической деятельности, отличавшей человека от животного.

### 1970—1972 годы. Обстоятельства выхода в свет «О начале человеческой истории»
Согласно О. Вите, после 1968 года работа Поршнева в области антропогенеза свелась почти исключительно к подготовке монографии «О начале человеческой истории». В начале 1970 года был заключён договор между автором и издательством «Мысль» об издании текста объёмом в 27 авторских листов. В конце года была представлена рукопись значительно бо́льшего объёма — 35 листов. В условиях советской плановой экономики это означало необходимость сокращения рукописи, на чём настаивал планово-финансовый отдел издательства. Лишённый трёх глав текст пошёл в набор в мае 1972 года. Возникли существенные сложности и с рецензированием готовящегося издания: специалисты, согласившиеся написать отзыв о рукописи, отмечали, что не в состоянии дать оценки концепции в целом, ограничиваясь пределами своей профессиональной компетенции.
В конце лета 1972 года сменился состав Главной редакции социально-экономической литературы издательства «Мысль», которую возглавил В. П. Копырин. В сентябре 1972 года в Академии общественных наук при ЦК КПСС было проведено обсуждение рукописи Поршнева. По воспоминаниям, председательствовавший на обсуждении В. П. Копырин разделил доску в аудитории на две половины, на которых выписывал трактовки антропогенеза у классиков марксизма и их трактовку у Поршнева. Издание было принято отменить, а типографский набор рассыпать. По мнению дочери исследователя — Е. Б. Поршневой, это решение стало тяжелейшим ударом, 26 ноября 1972 года Борис Фёдорович скончался.
Работа над книгой, тем не менее, продолжилась: в 1973 году корректура монографии Поршнева была направлена издательством в Институт психологии АН СССР на рецензию. Подготовка рецензии была поручена Л. И. Анцыферовой, лично знакомой с Поршневым и безусловной стороннице публикации. По её воспоминаниям, общение с Копыриным привело к конфликту, поскольку он рассматривал книгу как антимарксистскую. В результате была написана коллективная рецензия, в которой приняли участие Х. Н. Момджян (заведующий кафедрой философии Академии общественных наук при ЦК КПСС) и С. А. Токарев (Кунсткамера). Позднее она будет напечатана как предисловие к вышедшей книге. В. П. Копырин согласился на публикацию при условии, что будет радикально переделана глава 8 — «Споры о фундаментальных понятиях». Осенью 1974 года книга вышла в свет.

## Издания

Нахзац издания 1974 года

Подготовленное в 1972 году издание книги Б. Ф. Поршнева являлось сокращённым, поскольку в тексте отсутствовали три ключевые главы: Глава 6 («Плотоядение»), Глава 7 («Появление огня») и Глава 9 («Дивергенция троглодитид и гоминид»). Резюме удалённых глав автор включил во вторую главу — «Идея обезьяночеловека на протяжении ста лет». Из нескольких фрагментов исключённых глав была составлена новая глава 6 — «У порога неоантропов». Она включила одноимённый раздел первоначальной шестой главы, о сигнальном воздействии палеоантропов на диких животных, раздел Главы 9 о нейросигнальном взаимодействии между особями и популяциями палеоантропов и раздел из той же главы о времени дивергенции между палео- и неоантропами. Осенью 1972 года готовый набор был рассыпан, причём к печати книга так и не была подписана.
При типографском наборе 1974 года была исключена и Глава 8 («Споры о фундаментальных понятиях»), половина её текста была помещена в последнюю (седьмую) главу — «Генезис речи-мышления — суггестия и диспластия». Издание вышло в свет с предисловием, подписанным Л. И. Анцыферовой, Х. Н. Момджяном и С. А. Токаревым. В силу издательских перипетий форзацы книги были оформлены изображениями «палеолитических Венер», хотя текст, в котором объяснялось их значение в первобытном обществе, был элиминирован. Автор предпослал книге эпиграф из Евангелия от Иоанна — «В начале было Слово», который был снят редакцией ещё в 1972 году вместе с посвящением покойной сестре Б. Поршнева. Посвящение было возвращено в вышедшую в 1974 году книгу, а эпиграф в несколько десятков экземпляров был вписан от руки Е. Б. Поршневой — дочерью автора. Восстановлен эпиграф был в издании 2007 года.
С текста издания 1974 года были сделаны переводы на словацкий (словац. O začiatkoch ĺudských dejín: problémy paleopsychológie, 1979) и болгарский языки (болг. За началото на човешката история (проблеми на палеопсихологията), 1981).
В 1990-е годы к научному наследию Б. Поршнева обратился О. Т. Вите, который занялся и восстановлением первоначального текста книги, как по двум корректурным экземплярам 1972 года с пометами автора, так и по первоначальным рукописям и черновикам, сохранившимся в РГБ, семье исследователя и других местах. В 2000 году публикацией рукописи занялся Г. Р. Контарев. После его кончины издательство «Фэри-В» (публиковавшее в том числе труды Б. Диденко) в 2006 году напечатало восстановленную вчерне рукопись, которая отражала редакторскую работу Вите, Контарева и самого Диденко. В этом варианте текст был разделён на 4 части, как планировал Б. Поршнев в конце 1960-х годов, но при этом название второй части было дано издателями, поскольку О. Вите обнаружил авторский вариант уже позднее. Вариант 2006 года не использует авторские названия разделов и одной главы, в текст были внесены изменения, не оговорённые редакционными пояснениями. В предисловии редактора это издание именовалось третьим (первое — набор 1972 года, второе — вышедшее в 1974 году).
В 2007 году издательство «Алетейя» выпустило в свет текст книги Поршнева, восстановленный О. Т. Вите, с послесловием дочери автора и научного редактора, в которых изложена научная биография Бориса Фёдоровича и история формирования замысла и издания книги. Редактор и издатели отказались от четырёхчастного деления текста, который восстанавливался по двум вариантам корректуры 1972 года с авторской правкой, удалённые главы и части были восстановлены по автографам Б. Поршнева. Это издание готовилось ещё с 2005 года, причём параллельно осуществлялся полный перевод на болгарский язык, который вышел в том же году. Несмотря на длительный период подготовки рукописи, издание 2007 года изобиловало опечатками (возникшими, в том числе, при сканировании машинописных материалов 1970-х годов), приложенный к книге их список включал 7 страниц.
В 2013 году книга в редакции О. Вите и с его же предисловием была переиздана издательствами «Академический проект» и «Трикста» тиражом 2000 экземпляров.
- Поршнев Б. Ф. О начале человеческой истории (проблемы палеопсихологии) / Под. ред Л. Н. Дороговой и И. А. Кадышевой; предисл. С. А. Токарева, X. Н. Момджяна, Л. И. Анцыферовой. — М.: Мысль, 1974. — 488 с. — 20 000 экз.
- Poršnev B. F. O začiatkoch ľudských dejín: Problémy paleopsychológie / Překladatel z rus. orig. Raisa Kopsová. — Bratislava: Pravda, 1979. — 479 S. — 3500 экз.
- Поршнев Б. Ф. За началото на човешката история (проблеми на палеопсихологията) / Прев. от рус. Андрей Венцелов Райчев; ред. Венцел Йорданов Райчев. — София: Наука и изкуство, 1981. — 476 с.
- Поршнев Б. Ф. За началото на човешката история (проблеми на палеопсихологията) / Прев. от рус. Андрей Венцелов Райчев; ред. Венцел Йорданов Райчев. — София: Изток-Запад, 2005. — 888 с. — ISBN 9543211604.
- Поршнев Б. Ф. О начале человеческой истории (проблемы палеопсихологии) / Под ред. Б. А. Диденко. — М.: ФЭРИ-В, 2006. — 640 с. — 5000 экз. — ISBN 5-94138-004-6.
- Поршнев Б. Ф. О начале человеческой истории (проблемы палеопсихологии) / Науч. ред. О. Т. Вите; Фонд исслед. им. Бориса Поршнева «Общественный человек и человеческое общество» (Поршневский фонд). — СПб.: Алетейя : Историческая кн., 2007. — 720 с. — (Мир культуры). — 1000 экз. — ISBN 978-5-903354-46-7.
- Поршнев Б. Ф. О начале человеческой истории (проблемы палеопсихологии). — М.: Академический проект, Трикста, 2013. — 542 с. — 2000 экз. — ISBN 978-5-904954-28-4, ISBN 978-5-8291-1572-2.
- Поршнев Б. Ф. О начале человеческой истории (проблемы палеопсихологии). — 2-е изд. — М.: Академический проект, 2017. — 542, [2] с. — 300 экз. — ISBN 978-5-8291-2006-1.

## Восприятие и критика
По оценке историка общественной мысли Г. Тиханова, несмотря на сомнительность ряда антропологических гипотез, Б. Поршневу удалось в своей книге объединить историю и палеопсихологию и таким образом историзировать само основание истории — человека, который в советской историографии ранее рассматривался как неизменный. Его концепция, хотя формально и следовала советскому историческому материализму, вышла за границы марксистской догматики. Достижением Б. Поршнева как философа истории можно считать концепцию суггестии, которая в его понимании отличала человека от животного и фактически являлась внутренним движителем и механизмом истории. Человеческая история, следовательно, объяснялась не как процесс классовой борьбы, а как арена противостояния между последовательными сериями постоянно возникающих суггестий и контрсуггестий. Г. Тиханов очень высоко оценивал теоретическую систему Б. Поршнева и эмоционально писал:

…Пробиваясь сквозь обломки советского марксизма — или его незаконных отпрысков, подрывавших ортодоксию изнутри, — можно ещё натолкнуться на настоящие примеры высоко интеллектуальных попыток, которые заслуживают того, чтобы пережить тектонические сдвиги истории.
Оригинальный текст (англ.)...Sifting through the debris of Soviet Marxism — or its illicit hybrids that were undermining Marxist orthodoxy from within — one might still stumble upon veritable examples of high intellectual endeavour that deserve to survive the tectonic shifts of history.

### Рецензии Х. Момджяна, С. Токарева, Л. Анцыферовой, А. Леонтьева
Предисловие к посмертному изданию «О начале человеческой истории» 1974 года было сокращённой версией рецензии, подготовленной Х. Момджяном, С. Токаревым и Л. Анцыферовой перед его опубликованием. В краткой заметке «От издательства» констатировалось, что в книге излагаются взгляды, которые не являются общепринятыми в науке. В основной части рецензии описывался авторский метод, в частности, утверждалось, что «автор, увлёкшись новой и очень важной гипотезой, проявляет порой склонность к чрезмерной абсолютизации той или иной идеи, к превращению её в исходную, решающую в понимании рассматриваемого круга вопросов». Рецензенты не оставили в стороне и генеральную попытку Б. Ф. Поршнева развить и конкретизировать мысли Энгельса о происхождении человека и человеческого общества, «расшифровать» их.

Особенностью данной работы является также то, что, включаясь в острые современные дискуссии по обсуждаемым проблемам, автор защищает с присущим ему научным темпераментом и решительностью лишь одну из имеющихся в нашей литературе точек зрения.
В 1975 году в журнале «Советская этнография» вышла рецензия профессионального психолога и лингвиста Алексея Алексеевича Леонтьева. С его точки зрения, достоинства и недостатки книги проистекали из-за её подчинённости единой авторской концепции. Последняя была аргументирована, прежде всего, философски и фундирована фактическим материалом из самых разных отраслей знания. Говоря о концепции антропогенеза Поршнева, рецензент особо остановился на двух моментах, соглашаясь с обоими. Во-первых, он признаёт правоту отказа от апелляции к «наличию или отсутствию орудий как противоречащей принципам морфологической систематики, но зато призывает учесть экологические критерии, так или иначе учитываемые при систематике других зоологических видов». Концепция трупоядения ранних троглодитид, по А. Леонтьеву, едва ли будет приемлема для антропологов и археологов, но подтверждается археологическими данными. Рецензент соглашается с Б. Поршневым в том, что первобытные орудия возникли как орудия для разделки туши, как не существует прямых доказательств коллективной охотничьей деятельности археоантропов. Эта же гипотеза позволяет объяснить прямохождение как следствие появления у верхних конечностей функции ношения.
Серьёзные возражения рецензента вызвали рассуждения о возникновении общения и речи. А. Леонтьев отрицал отождествление общения и речи, ссылаясь на К. Маркса, трактовавшего первичность общения, вплетённого в практическую деятельность. Здесь Поршнев совершил ту же ошибку, против которой сам же и выступал, — перенеся в доисторическое прошлое данные современности. Автор явно переоценил роль общения в тезисе, что социальная природа деятельности человека осуществляется через речь; более адекватной в этом отношении рецензенту виделась концепция психолога и педагога Алексея Николаевича Леонтьева. Упрощением назван тезис о сознательной цели как интериозированной форме побудительного речевого общения — команды и инструкции: «Это так, но у современного человека. Видимо, в филогенезе всё было значительно сложнее». Признавая совершенно правильным положение, что человеческий язык не имеет ничего общего с животной сигнализацией, рецензент критикует предпринятый Б. Ф. Поршневым психологический анализ процесса интериоризации, поскольку там отождествляется язык, речевая функция и речевое общение. «Поэтому бессмысленна альтернатива: речь ли — орудие мышления или мышление — плод речи? Ни то, ни другое, — или, если угодно, и то, и другое». Рассуждения о языковых знаках признаются более или менее верными, но они не могут абсолютизироваться, несмотря на то, что данные постулаты — одни из важнейших для концепции Поршнева. Профессиональный психолог-лингвист также критиковал Б. Поршнева за излишнюю увлечённость концепцией К. Абульхановой-Славской.
Выстроив триаду «деятельность — общение — сознание», Б. Поршнев допустил логический просчёт, признав исторически первичным общение и смешав понятия языка и общения. Поэтому не слишком убедительны параллели между реликтами первобытной психологии и психическими патологиями современного человека (в том числе контрсуггестия — невнушаемость), более того — автор допустил ошибку, рассуждая о природе афазии, не учитывая системного принципа локализации функций в коре головного мозга. Неубедителен и тезис о том, что вещи, ранее используемые в «первосигнальной жизни», приобрели знаковую — «второсигнальную функцию».
В общем, А. Леонтьев резюмировал свои рассуждения так:

…Основной просчёт автора — в тезисе о первичности общения и в «потере» социальности, в излишней биологизации первобытного человека и первобытного стада, а отсюда — в биологизации и самого общения. <…> Б. Ф. Поршнев взял на себя неблагодарную, но необходимую задачу — взглянуть на генезис истории оком не узкого специалиста, а учёного, для которого та или иная трактовка отдельных вопросов предыстории человека и человеческого общества есть лишь часть философской концепции Человека.

### Полемика в зарубежных изданиях
В связи с англоязычными изданиями статей Б. Ф. Поршнева, в 1976—1979 годах прошла небольшая дискуссия о некоторых постулатах его теории на страницах журнала «Current Anthropology»; впрочем, она, скорее, была связана с интересами Поршнева в отношении проблемы «снежного человека». В 1976 году увидела свет статья И. Бурцева и Д. Баянова «Неандертальцы против парантропов», в которой воспроизводились аргументы Б. Поршнева об отражении сосуществования людей и неандертальцев в исторические времена в археологических памятниках, предметах искусства и даже описаниях представителей зарождавшейся науки. В 1979 году Г. Страсенбург написал ответную статью, аргументы которой были обращены уже непосредственно к трудам Б. Поршнева, который характеризовался как «упорный и выдающийся» учёный в сфере изучения реликтовых гоминоидов. Далее исследователь последовательно опровергал ряд аргументов Поршнева, на которых строилась его теория сохранения неандертальцев в древней Европе, включая время существования приматов вообще и неандертальцев в частности. Много внимания было уделено рассмотрению исторических свидетельств, которые истолковывались как описания сохранившихся особей неандертальцев, последнее упоминание о которых произошло всего за 5 лет до начала Великой французской революции. Ни одно из этих свидетельств не признаётся соответствующим научным описаниям ископаемых видов древних людей. Г. Страсенбург не пытался критиковать теоретические постулаты концепции Поршнева, ограничившись указанием на неточности в интерпретации источников.
Некоторый резонанс вызвал словацкий перевод «О начале человеческой истории», выпущенный в 1979 году, однако рецензии преимущественно описывали содержание книги, как, например, опубликованная Ю. Швихраном в братиславском «Лингвистическом журнале».

### Рецензия Я. Рогинского
В 1980 году известный советский антрополог Я. Я. Рогинский опубликовал в журнале «Вопросы антропологии» статью о разногласиях в теории антропогенеза, две трети которой заняла рецензия на трактат «О начале человеческой истории». По утверждению О. Вите, Я. Рогинский оказался единственным советским исследователем антропогенеза и современником Поршнева, который публично высказался о его посмертной книге. Я. Рогинский был знаком и дискутировал с Поршневым, начиная с его первых публикаций в области антропогенеза в 1950-е годы. В своей рецензии он отмечал, что главное содержание книги относится к лингвистике, психологии и физиологии высшей нервной деятельности человека и животных, и останавливался только на собственно антропологических суждениях автора. Отдельного упоминания удостоился авторский стиль и умение Б. Поршнева увлекательно осветить даже самые сложные научные проблемы.

Говоря об антропологических идеях Б. Ф. Поршнева, ещё раз напомню о том, что мы никогда не расходились с ним в признании качественного отличия неоантропов от их предшественников. Но его книга не убедила меня в том, что архантропы и палеоантропы — животные.
Я. Рогинский начал свою критику положений теории Б. Поршнева с убеждения, что австралопитеки, архантропы и палеоантропы составляют особое семейство троглодитид. Построения Б. Поршнева основаны на допущении, что систематические категории у человека имеют принципиально иное значение, чем у животных. Однако эта логика ведёт (и привела науку XVIII—XIX веков) к выделению человека в особое царство природы. Иными словами, Б. Поршнев произвольно полностью поменял смысл биологической таксономии. Недоказанным осталось и предположение о полном отсутствии охоты у архантропов и палеоантропов. Ему противоречат данные современных приматологов о том, что шимпанзе и другие виды высших обезьян занимаются охотой на мелких млекопитающих, в том числе низших обезьян. Кроме того, питание падалью не было столь доступным и надёжным источником белковой пищи, как об этом писал исследователь. Я. Рогинский опроверг тезис Поршнева, что деревянное копьё из позднеашельской стоянки Леринген не предназначалось для охоты, а было рычагом для разделки туши древнего слона.
Я. Рогинский отметил, что Б. Поршнев оставил практически нерешённым вопрос о роли руки в эволюции человека и вообще скромное место в своём трактате отвёл эволюционной морфологии. По-видимому, это было связано с тем, что Б. Поршнев не считал себя специалистом в последней области, а также потому, что трудовая деятельность троглодитов была в его представлении сугубо животной. Между тем одобрительного замечания Я. Рогинского удостоились расчёты Поршнева, свидетельствующие о крайней замедленности прогрессивного развития орудий труда вплоть до неоантропа. Вместе с тем существует и теория Ф. Вейденрейха, которая объясняла эти факты тем, что жизнь древних предков человека была слишком короткой, чтобы интенсивно совершенствовать свою технику. Может быть опровергнут и тезис Б. Поршнева, что древнейшие люди изготавливали каменных орудий намного больше, чем требуется для непосредственного потребления.
В целом Я. Рогинский присоединялся к оценке труда Б. Поршнева, данной в рецензии-предисловии Л. Анцыферовой, С. Токарева и Х. Момджяна. Даже отмеченные фактические неточности и дискуссионные положения книги свидетельствуют о независимости поисков исследователя, который решился на «смелую попытку синтеза самых разнообразных областей знания для разрешения многих оставшихся в тени проблем антропогенеза». Различия между палеоантропом и неоантропом представляют глубокий интерес для философа, так как именно на этом рубеже социальные закономерности в коллективной жизни людей сделались господствующими.

### 1990-е годы

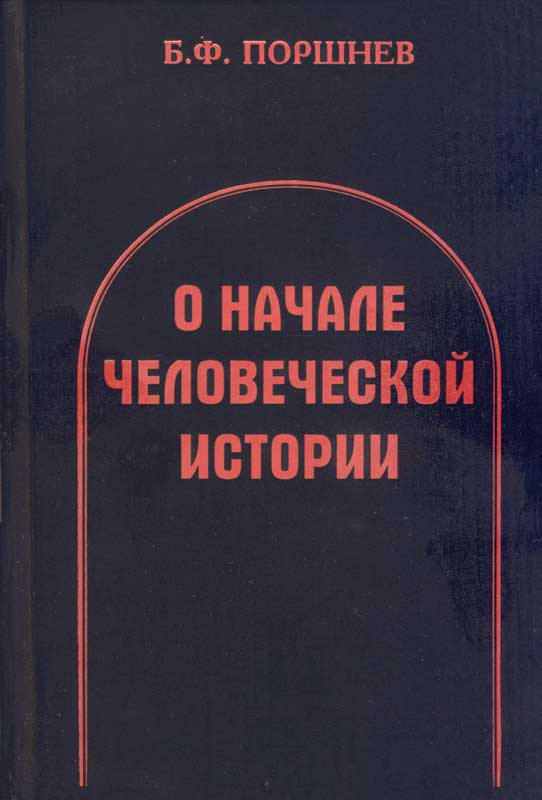
Обложка издания 2006 года

В начале 1990-х годов появились статьи и книги, авторы которых претендовали на развитие отдельных аспектов теории Б. Поршнева, прежде всего связанных с существованием реликтового гоминоида и его связью с постулатом о длительном сохранении неандертальских популяций. Речь идёт в первую очередь о книге Д. Ю. Баянова, вышедшей в 1991 году, но подготовленной к печати четырьмя годами ранее. В издании присутствовали многочисленные ссылки на Б. Ф. Поршнева, которому книга и посвящена. В тот же период появились публикации писателя Бориса Диденко, который предложил своё прочтение концепции адельфофагии. Б. Диденко выступил редактором издания «О начале человеческой истории» 2006 года.

### После выхода издания 2007 года

#### Работы П. Куценкова и В. Лукова
В своей статье 2008 года специалист в области культурологии первобытных обществ П. А. Куценков рассмотрел основные постулаты работы Б. Ф. Поршнева; это было сделано в связи с переизданием «О начале человеческой истории» в 2007 году. П. Куценков признал, что полученные новые данные полностью опровергают отдельные положения концепции Поршнева, как она была изложена в его статьях и книгах 1960—1970-х годов.

Самое важное — то, что сейчас можно считать установленным очень давнее происхождение вида Homo sapiens sapiens: он появился в промежутке от 250 до 150 тыс. лет назад в Северо-Восточной Африке (в 70-х годах прошлого века считалось, что вид сформировался 60—40 тыс. лет назад). Второе важнейшее открытие — довольно убедительное установление генетикой того факта, что Homo sapiens neanderthalensis не был прямым биологическим предком современного человека. По Поршневу же, современный человек первоначально эволюционировал именно внутри сообществ неандертальцев. 
Тем не менее, П. Куценков заявил, что «несмотря на несоответствие отдельных положений (в том числе и очень важных) гипотезы антропогенеза Поршнева некоторым теперь уже прочно установленным фактам, основная идея осталась неопровергнутой. Больше того — в некоторых пунктах Борис Фёдорович оказался прав даже более, чем думал он сам». П. Куценков отмечает, что концепция суггестии Поршнева (как, впрочем, и аналогичные подходы зарубежных исследователей) является умозрительной в отсутствие фактических данных; при этом в принципе трудно говорить о возможности каких-либо доказательств в данном вопросе. По оценке П. Куценкова, палеопсихологические идеи Б. Поршнева продолжают игнорироваться историками, этнографами и археологами, несмотря на новое издание книги. Дополнительным поводом к «замалчиванию», по мнению Куценкова, является негативная репутация учёного из-за его чрезмерного интереса к проблеме «снежного человека», хотя лишь некоторые работы Поршнева рассматривают «реликтовых гоминидов».
Предполагая длительность существования человека разумного в 40 000 лет, Б. Поршнев доказывал, что малейший сдвиг в каменных технологиях и т. д. требовал порядка 200—300 поколений, что несоизмеримо с процессами индивидуального сознания и информационной коммуникации. В начале XXI века оказалось, что время существования Homo sapiens sapiens сопоставимо с целыми эпохами палеолита, и, следовательно, его поведение по меньшей мере на протяжении 100 000 лет тоже следует отнести к «явлениям этологического порядка». Иными словами, обозначенные Поршневым явления первобытной психики оказываются применимыми не к неандертальцам, а к ранним неоантропам. К началу XXI века выяснилось, что множество черт поведения, которые в 1970-е годы считались только человеческим достоянием, фиксируются в поведении шимпанзе, которые устраивают загонные охоты, применяют некие подобия копий; орудия труда шимпанзе разные в разных популяциях и эволюционировали на протяжении последних 4000 лет. «Тем самым оказывается, что резко сокращается дистанция между архантропом, палеоантропом и палеолитическим неоантропом, но при этом всё более явственно обозначается настоящая пропасть, отделяющая человека мезолита от палеолитического кроманьонца. Соответственно в словах Поршнева о психической патологии как воспроизведении „в определённом маленьком проценте человеческих особей отдельных черт предкового вида — палеоантропов“ последних смело можно заменить на „ранних неоантропов“».
Несмотря на ошибочность постулата Поршнева о возникновении неоантропов из неандертальцев, П. Куценков утверждает, что явления дивергенции были реконструированы верно, но происходили внутри одного — нового вида, который состоял из нескольких типов по степени сапиентизации. Огромной заслугой Б. Поршнева называет то, что занимаясь проблемами возникновения речи — единственного средства регуляции человеческого поведения — и исследуя механизмы афазий, он практически стал основателем отечественной исторической психологии и, в частности, эволюционной патопсихологии, хотя в настоящее время его труды мало известны.
Более развёрнутая аргументация к тем же тезисам была представлена П. Куценковым в монографии, вышедшей годом ранее; книга «О начале человеческой истории» там цитировалась в издании 1974 года. Рассматривая истоки первобытного искусства в возникновении сознания и речи, П. Куценков подверг критике концепцию суггестии, описываемую Б. Поршневым, поскольку суггестия не является единственным основополагающим свойством человеческой речи и мышления. Идея о суггестивных комплексах как основе возникновения речи и мышления привела лишь к большому набору нерешаемых проблем. В частности, Поршнев не смог осветить причины, по которым у кроманьонцев потребность «в различении звуковых суггестивных комплексов» начала «обгонять наличные речевые средства». Точно так же недоказуем тезис, что кроманьонцы были способны различать объекты манипулирования или оперирования. П. Куценков отмечает, что в данных тезисах происходит перенесение психических свойств современного человека в прачеловеческую древность. По мнению Куценкова, описанный Поршневым механизм запредельного торможения, вызываемый стадом у своего вожака, действиями которого они недовольны, не нужен в реальных условиях первобытного общества.
Похожие взгляды на концепцию антропогенеза Поршнева продемонстрировал Валерий Луков. Отмечая, что концепция Бориса Поршнева «обозначает перспективный путь соединения социально-психологического исследования с исследованием историческим, который может усилить свою эвристичность при его дополнении другими подходами к решению аналогичных исследовательских задач», он, тем не менее критикует его за нераскрытие вопроса о том, почему одно и то же суггестивное воздействие вызывает разную реакцию, даже когда речь идет о внушениях, идущих в толпу или от толпы. Контрсуггестивный механизм недоверия также не вполне прояснён.

#### Монография В. Глущенко
В 2020 году вышла книга В. В. Глущенко «Рождение человечества. Начало человеческой истории как предмет социально-философского исследования», автор которой рассматривал философские основы концепции Б. Ф. Поршнева и перспективы её развития. Виталий Глущенко отметил, что Поршнев являлся советским марксистом, которого заинтересовал момент качественного перехода биологического в социальное; он перенёс вопрос на конкретную почву действительной истории человечества. Представление о существовавшем исторически «античеловеке» даёт основание для нового развития этики как научной дисциплины. Одновременно концепция Поршнева окончательно устраняет предпосылку идеи «золотого века»: «Не разумный, а безумный вышел человек из природы и лишь по мере социально-исторического развития завоевывал себе разум».
Б. Ф. Поршнев работал в магистральном русле развития психологической науки, одновременно с ним разрабатывались теории «когнитивного диссонанса» Леона Фестингера и «двойного послания» Грегори Бейтсона. Согласно В. Глущенко, открытие в 1990-е годы зеркальных нейронов позволяет прояснить важный для концепции Поршнева нейрофизиологический механизм подражания, и, по-видимому, экспериментально подтверждает предложенную Поршневым теорию тормозной доминанты и построенную на её основе бидоминантной модели высшей нервной деятельности. Равным образом, открытое у африканских охотников и собирателей хадза случайных перемещений по принципу «блуждания Леви» как поисковой стратегии может служить дополнительным подкреплением теории инстинктивного труда в начале человеческой истории. Результаты исследований доместикации растений позволяют утверждать, что этот процесс не был сознательным актом, и таким образом также может служить косвенным свидетельством в пользу теории инстинктивного труда.

## Комментарии
1. ↑  Авторское определение[1][2].
2. ↑  Лингвист А. Н. Рудяков в этой связи относит поршневскую концепцию происхождения языка к функциональной парадигме в языкознании[24].
3. ↑  «Эти древнейшие изображения могут быть рассмотрены в аспекте обхода или возмещения запрета прикасаться. Присмотревшись к изображаемым объектам, мы убедимся, что все они подходят под один общий смысл: „То, чего в натуре нельзя (или то, что невозможно) трогать“. Это женские статуэтки, изображающие неприкосновенную мать, причём лицо и концы рук и ног не занимали авторов, смазаны; красная и жёлтая охра, изображающая огонь, к которому невозможно прикосновение, а также изображающая кровь, то есть жизнь человека; зубы хищников, преимущественно клыки, изображающие пасть животного, прикосновение к которой невозможно…»[30].
4. ↑  Работы Поршнева в этой области высоко оценивал, в частности, Фернан Бродель[14].
5. ↑  Доклад был представлен научной общественности дважды: сначала в ноябре 1961 года — на заседании Отделения исторических наук АН СССР; в январе 1962 года он был ещё раз прочитан на совместном заседании исторического и биологического отделений Академии[45].
6. ↑  Олег Тумаевич Вите (1950—2015) — советский и российский интеллектуал. Работал в Институте социально-экономических проблем АН СССР, затем — в ленинградском филиале Института социологии АН СССР (сектор социологии общественных движений). С 1992 года работал в Москве журналистом и телеобозревателем, затем в Рабочем центре экономических реформ при правительстве РФ (1993—2000), в Фонде эффективной политики (2000—2004)[61].
7. ↑  В этом контексте примечательно то, что Баянов реализовал замысел Поршнева, который в 1966 году подал в издательство «Знание» заявку на книгу «Образы человекоподобных существ в древних верованиях (неандертальцы в мифах и фольклоре)», отвергнутую редакцией. Сам автор узнал о замысле Бориса Фёдоровича только в 2003 году[90].